# Rusekianna
Genre
Rusekianna est un genre de collemboles de la famille des Katiannidae.

## Liste des espèces
Selon Checklist of the Collembola of the World (version du 16 août 2019) :
- Rusekianna albifrons (Tullberg, 1871)
- Rusekianna bescidica Smolis & Skarzynski, 2006
- Rusekianna intermedia (Snider, 1978)
- Rusekianna mongolica Betsch, 1977
- Rusekianna sibirica Bretfeld, 2002

## Publication originale
- Betsch, 1977 : Collemboles symphypleones de la Mongolie (Collembola). Annales historico-naturales Musei nationalis hungarici, vol. 69, p. 59-88.